# (650) Amalasunta
(650) Amalasunta es un asteroide perteneciente al cinturón de asteroides descubierto el 4 de octubre de 1907 por August Kopff desde el observatorio de Heidelberg-Königstuhl, Alemania.
Está nombrado en honor de Amalasunta, hija del rey ostrogodo Teodorico el Grande y forma parte de la familia asteroidal de Herta.